# Saprinus nitiduloides
Saprinus nitiduloides är en skalbaggsart som beskrevs av Leon Fairmaire 1883. Saprinus nitiduloides ingår i släktet Saprinus och familjen stumpbaggar. Inga underarter finns listade i Catalogue of Life.